# Musinaut
Musinaut était une société française créée en 2006 par Philippe Ulrich, Gilles Babinet et Sylvain Huet dans le but de développer de nouvelles applications pour la musique ainsi qu'un nouveau format audio : le MXP4. Elle est déclarée en liquidation judiciaire en 2013.